# Rhoikos
Rhoikos ist ein griechischer männlicher Vorname.

## Herkunft und Bedeutung
altgriechisch Ῥοῖκος
Der Name ist altgriechischen Ursprungs und bedeutet ‚der Buckelige‘ oder ‚der Krummbeinige‘.

## Varianten
- Deutsch: Rhökos, Rhökus, Rhoekus
- Latein: Rhoecus

## Bekannte Namensträger
- Rhoikos, ein Gigant
- Rhoikos, ein Kentaur
- Rhoikos, ein Künstler von Samos